# Irena Cichocka-Szumilin
Irena Cichocka-Szumilin (ur. 11 lipca 1910 w Warszawie, zm. 21 października 2011 tamże) – polska lekarka, otolaryngolog i onkolog, nauczyciel akademicki, wykładowca Akademii Medycznej w Warszawie, wieloletni (1952–1966) Specjalista Krajowy do spraw otolaryngologii.

## Życiorys
Urodziła się w rodzinie Bolesława Cichockiego (zm. 1961) i Romany z Kuczmierowskich (zm. 1951). Dyplom lekarza (nr 651) uzyskała w 1935 roku na Wydziale Lekarskim Uniwersytetu Warszawskiego. W czasie studiów pracowała jako demonstrator w Zakładzie Histologii i Embriologii, u profesora Mieczysława Konopackiego, przebywała również na stażach w Klinice Chirurgii Uniwersytetu Karola w Pradze oraz Klinice Chirurgii w Dubrowniku. Od 1937 roku pracowała w Klinice Laryngo-Otiatrycznej Uniwersytetu Warszawskiego, kierowanej przez profesora Feliksa Erbricha.
W okresie okupacji niemieckiej uczestniczyła w konspiracyjnym nauczaniu otolaryngologii studentów podziemnego Wydziału Lekarskiego Uniwersytetu Warszawskiego.
Stopień doktora medycyny uzyskała w 1949 roku na podstawie pracy Leczenie kalcyferolem tocznia błony śluzowej górnych dróg oddechowych, napisanej pod kierunkiem profesora Antoniego Dobrzańskiego, habilitację w 1952 roku na podstawie rozprawy Pylica górnych dróg oddechowych – badania kliniczne i doświadczalne. W tym czasie, z polecenia profesora Dobrzańskiego zorganizowała w Ciechocinku ośrodek kliniczny dla rehabilitacji chorych po zabiegach laryngologicznych, zostając jego pierwszym kierownikiem i wieloletnim konsultantem. Od 1952 do 1966 roku pełniła funkcję Specjalisty Krajowego do spraw otolaryngologii. W zakres jej zainteresowań naukowych wchodziła problematyka rozpoznawania i leczenia nowotworów głowy i szyi. W Klinice Otolaryngologii Akademii Medycznej w Warszawie zorganizowała zespół specjalizujący się w chirurgii nowotworów. W latach 1957–1960 była prodziekanem Wydziału Lekarskiego, w 1961 roku została członkiem Rady Naukowej Instytutu Matki i Dziecka. Na emeryturę przeszła w 1980 roku.
Była członkiem, a od 1983 roku członkiem honorowym Polskiego Towarzystwa Otolaryngologów. W 2010 roku, za zasługi dla Akademii Medycznej w Warszawie, otrzymała medal im. Tytusa Chałubińskiego.
Od 1938 roku była żoną inżyniera Włodzimierza Szumilina, profesora Politechniki Warszawskiej. Mieli dwie córki: Elżbietę Marię (1939–2010) i Krystynę.
Zmarła w 2011 roku i została pochowana na cmentarzu Powązkowskim w Warszawie (kwatera 140-5-10,11).

## Ordery i odznaczenia
- Krzyż Kawalerski Orderu Odrodzenia Polski (1973)
- Złoty Krzyż Zasługi (1958)
- Odznaka tytułu honorowego „Zasłużony Nauczyciel PRL”